# Azas (sopečné pole)
Azas je sopečné pole, rozkládající se na ploše přes 2000 km² v pohoří Východní Sajany na Sibiři, západně od jihozápadního okraje jezera Bajkal, nedaleko hranic s Mongolskem. Pole je tvořeno několika štítovými sopkami, sypanými kužely a stratovulkány.
Nejvyšší vrcholem je 2765 metrů vysoký stratovulkán Šivit-Tajga, jehož vrchol je ukončen dvojicí kráterů. Povrch několika plošin Azas byl modelován ledovci, což svědčí o jejich stáří - jsou starší než poslední globální zalednění. Ale některá údolí tvořená čedičovými lávovými proudy tyto znaky nenesou, proto se jejich stáří odhaduje na holocén.

## Seznam vulkanických forem plošiny Azas
- Stratovulkány
  - Šivir-Tajga - 2765 m
- Štítové vulkány
  - Derbi-Tajga - 2605 m
  - Chart-Dag
  - Jurdava
  - Kadyrov-Sugskij
  - Kadyrov-Tajga
  - Kok-Hem
  - Ploskaja
  - Priozernaja
  - Sorug Chušku-Uzu -2516 m
- Struskové kužely
  - Ľbine-boldok
  - Sagan
  - Soi-Tajga
  - Ulug-Arginskij
  - Ulug-Arga
  - Ulug-Art-Tajga